# Télescope solaire GREGOR
GREGOR est un télescope solaire équipé d'un miroir primaire de 1,5 m, situé à 2390 m d'altitude à l'observatoire du Teide sur l'île de Tenerife dans les îles Canaries. Il remplace l'ancien télescope Gregory coudé et a été inauguré le 21 mai 2012,. La première lumière, utilisant un miroir de test de 1 m, a été réalisée le 12 mars 2009,.
GREGOR était lors de son inauguration le troisième plus grand télescope du monde, après celui de l'observatoire solaire de Big Bear Lake et le télescope solaire McMath-Pierce. Il est destiné à observer la photosphère et la chromosphère solaire dans le visible et en infrarouge. GREGOR possède un système d'optique adaptative (AO) d'ordre élevé avec un miroir déformable à 256 vérins et un analyseur de front d'onde de Skack-Hartmann à 156 lentilles. En 2014, des travaux ont été réalisés pour implémenter l'optique adaptative multi-conjuguée en 2014.
En 2020, l'astigmatisme initial a été corrigé lors d'une mise à niveau avec de l'optique corrective : deux miroirs paraboliques hors-axe.